# テレビ東京水曜7時枠の連続ドラマ
テレビ東京水曜7時枠の連続ドラマ（テレビとうきょうすいようしちじわくのれんぞくドラマ）は、テレビ東京系列にて過去に毎週水曜19時台（JST）に放送されたテレビドラマの枠である。

## 歴史
初作品は開局1年9ヶ月後に開始した『宇宙機動隊』で、この時期は大半が海外作品。そんな中1969年4月からはジャングルを舞台にした海外1時間ドラマ『猛獣ジャングル』→『密林の王者ターザン』を長期に渡って放送したが、その後は『巨人の惑星』（再放送）を最後に、19:00開始ドラマは長期中断、この間は19:30からの30分枠で散発的ながら特撮作品を放送していたが、1984年の一時期は海外ドラマも放送していた。
1985年7月に水曜20時枠から移動してきた『花の聖カトレア学園』より当該枠にて放送、1986年3月まで続く。
そして、1987年10月より当時絶大な人気を誇ったアイドルグループ・光GENJI主演による『あぶない少年』が放送開始し、1989年3月の終了まで計3シリーズが制作された。
19年後の2008年4月より19:00-19:26枠において『ケータイ捜査官7』を1年間放送している。

## 放送作品一覧
- 第1期から第3期と第5期は19:00-19:30に放送
- 第4期は19:00-19:56に放送
- 第6期から第9期までは19:30-20:00に放送
- 第10期・第11期は19:00-20:00に放送
- 第12期は19:00-19:26に放送
- ▲マークは海外作品

### 第1期
- 宇宙機動隊（1965.12.15-1966.03.30）▲[1][2]

### 第2期
- 江戸忍法帖（1967.10.04-1967.10.25）[1][2] - 毎日放送制作。月曜19:00より移動、1967年11月以降は水曜19:30に移動。

### 第3期
- 拳銃兄弟（1968.04.03.-1968.09.25）▲[1][2]

### 第4期
- 猛獣ジャングル（1969.04.02-1971.06.30）▲[1][2]
- 密林の王者ターザン（1971.07.07-1972.03.29）▲[1][2]

### 第5期
- 巨人の惑星（再放送）（1974.04.03-1974.07.31）▲[1][2]

### 第6期
- 忍者キャプター（1976.04.07-1977.01.26）
- 快傑ズバット（1977.02.02-1977.09.28）

### 第7期
- スパイダーマン（1978.05.17-1979.03.14）

### 第8期
- 香港カンフー・ドラゴン少林寺（1984.01-1984.03)▲

### 第9期
- 陽気な幽霊ジェニー（1984.07.04-09.26）▲

### 第10期
- 花の聖カトレア学園（1985.07.10-1985.10.02） - 水曜20:00より改題移動。
- 新・花の聖カトレア学園（1985.10.16-1986.03.26）

### 第11期
- あぶない少年（1987.10.07-1987.12.30）
- 光GENJIのあぶない少年II（1988.01.06-1988.09.28）
- あぶない少年III（1988.10.12-1989.03.29）

### 第12期
- ケータイ捜査官7（2008.04.02-2009.03.18）